# Rákóczi-szabadságharc
A Rákóczi-szabadságharc (1703–1711) az oszmán uralom alól felszabaduló Magyarország első jelentős szabadságharca volt a Habsburg abszolutizmus ellen.
1704 elején II. Rákóczi Ferenc az 1703. június 7-ére keltezett manifesztumban tudósította a külföldi hatalmi érdekcsoportokat arról, hogy Magyarországon az állami önrendelkezésért fogott fegyvert az ország lakossága. A kiáltvány címe Universis orbis Christiani principibus et respublicis volt. A II. Rákóczi Ferenc vezette küzdelem a rendi kiváltságok védelméért, az ország belső önállóságáért (maximális programként a Habsburg-monarchiából való kiválásért, vagyis az ország teljes függetlenségéért) folyt, és végül az egyenlőtlen erőviszonyok, a kedvezőtlenné váló európai politikai helyzet és az ország belső társadalmi ellentmondásai miatt bukott el. A szatmári béke politikai és vallási amnesztiát biztosított a kurucoknak, így a bukás ellenére a szabadságharc megakadályozta Magyarország teljes beépítését a Habsburg Birodalomba, és az ország rendi alkotmánya, ha látszólagosan is, de fennmaradt.
Rákóczi emigrációba kényszerült, de megkérdőjelezhetetlen nemzeti hőssé vált, aki követendő példakép maradt a magyarok szemében. A szabadságharc hatása megjelent a népzenében is, és olyan hatást gyakorolt, amiből számos kuruc nóta született. 2015 óta a Rákóczi-szabadságharc vezérlő fejedelmének születésnapja, március 27. nemzeti emléknap (Rákóczi-emléknap)

## A szabadságharc előzményei
I. Lipót magyar király és német-római császár uralkodása idején Magyarország török uralom alóli felszabadítása az 1699-es karlócai békével befejeződött. Az új állami berendezkedésben azonban a magyaroknak alig jutott szerep. Ezt belátva a magyar rendek már 1687-ben lemondtak a szabad királyválasztás jogáról, és elfogadták a Habsburg-ház trónöröklését is. 1701-ben az önállósodni vágyó II. Apafi Mihályt elfogták, és lemondatták erdélyi fejedelmi címéről. Erdély 1690-ben újra a Magyar Királyság része lett, de közigazgatásilag különállt az ország többi részétől, és a Habsburg király által kinevezett kormányzó irányította.

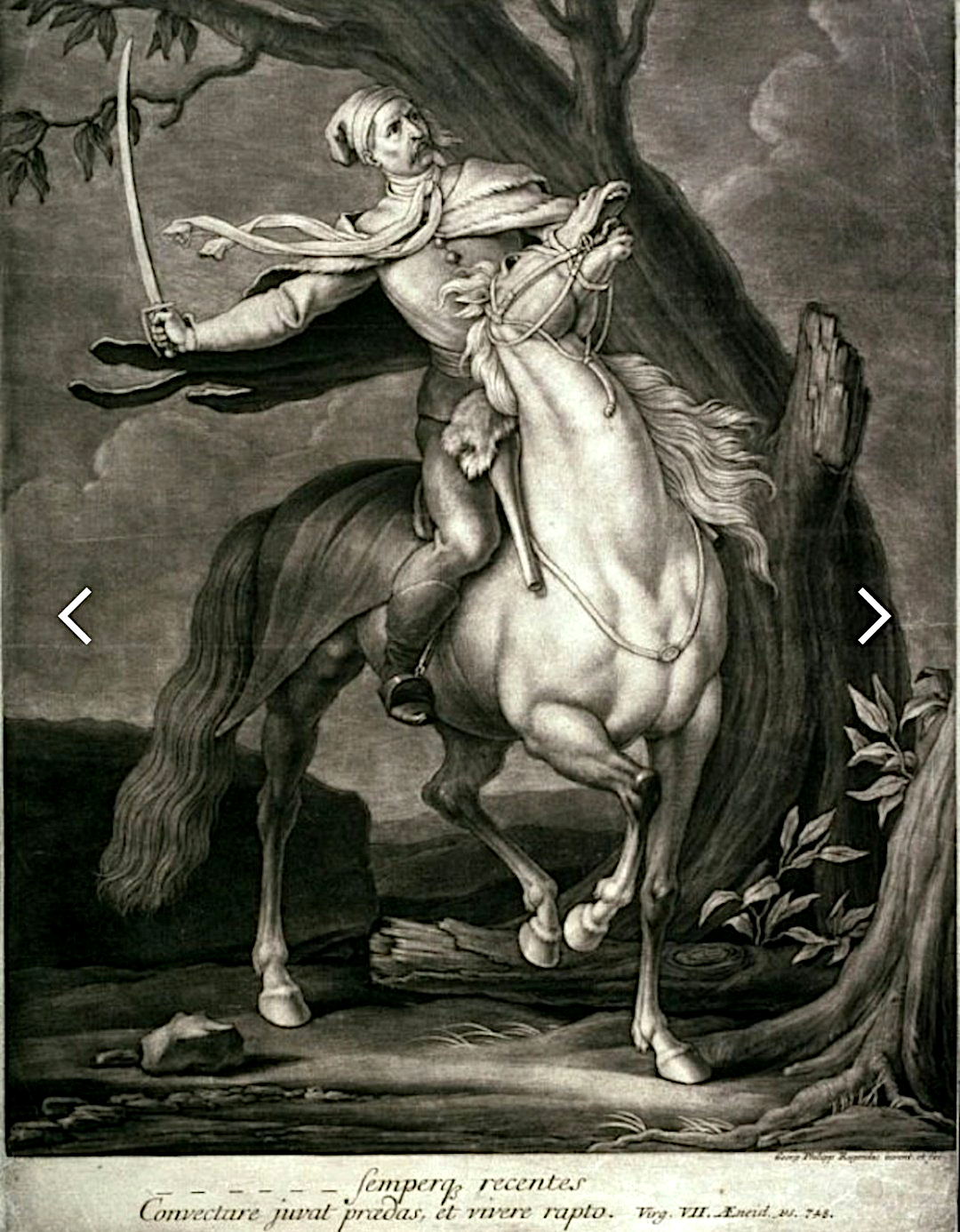
Philipp Rugendas: Kuruc lovas – rézmetszet

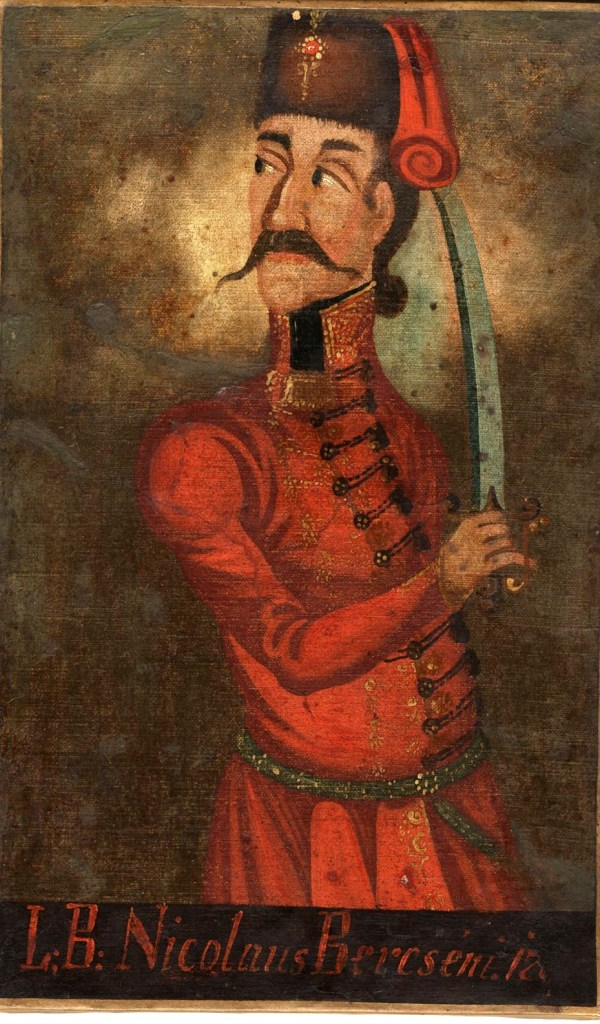
Bercsényi Miklós gróf

A parasztságot elsősorban a háború szenvedései és a rendkívüli terhek fordították a Habsburg uralom ellen: 1697-ben Tokajban parasztfelkelés robbant ki, amit a császári és nemesi csapatok levertek. Azonban az udvar és a nemesség között is romlóban volt a kapcsolat, ugyanis a törököktől visszaszerzett területeken csak azoknak voltak hajlandóak birtokokat visszajuttatni, akik igazolni tudták jogosultságukat valamilyen dokumentummal, illetve képesek voltak megfizetni a birtok értékének 10%-át (fegyverváltság – ius armorum) az átvételért cserébe. Amennyiben ez nem sikerült, az udvar hitelezői és szállítói kapták meg a birtokokat. Az ügyeket intéző Újszerzeményi Bizottság (Neoacquistica Comissio) rendkívül népszerűtlenné vált a magyar nemesek körében. A végvári katonaságot menesztették, helyettük létrehozták a szerb katonai határőrvidéket az Oszmán Birodalom elleni védvonalként és Magyarország dél felől való sakkban tartására.
A nemzetközi helyzet is kedvező volt: közeledett II. Károly spanyol király halála és vele a Habsburgok spanyol ágának kihalása, amely előreláthatóan francia–osztrák konfliktushoz vezetett. A franciák megpróbálták a hátországukban lekötni az osztrák Habsburgokat, és felvették a kapcsolatot Rákóczival. Ő eleinte bizonytalan volt, de 1700 őszén Ferriol őrgróf, XIV. Lajos Bécsben tartózkodó követe biztatta, hogy a Habsburgokkal szemben álljon a magyarok élére, pénz- és fegyvertámogatást ígérve. Rákóczi és Bercsényi Miklós gróf elérkezettnek látta az időt a felkelés kirobbantására.
1700. november 1-jén, éppen azon a napon, melyen II. Károly meghalt, Rákóczi levelet írt XIV. Lajosnak és külügyminiszterének: „…Franciaország jóléte és érdeke, úgymond, azonos Magyarország jólétével és érdekeivel; a rendek elégedetlenek a bécsi udvar törvénytelen eljárásával; most inkább, mint bármikor, célt lehet érni, ha Franciaország és magyaroktól meg nem vonja segélyét…”
A leveleket Longueval liège-i születésű császári hadnagyra bízta, akit közel három éve ismert, s aki Felső-Magyarországról éppen hazafelé indult Németalföldre, ahonnan könnyűszerrel átutazhatott Párizsba. Ám Longueval, aki ismerte Rákóczi titkait, ezeket ismertette Béccsel. A kormány, többet akarván megtudni, megengedte Longuevalnak, hogy folytassa útját. Párizsban a kém átvette a külügyminiszter levelét, melyben Rákóczi számára pénz és katonai segítség küldését helyezte kilátásba. Újabb levélváltás következett 1701. február 11-én, amelyről a bécsi kormányzat is tudomást szerzett.
Longueval Linzben elfogatta magát. Április 18-án Rákóczi levelet kapott nagynénjétől Bécsből: Longuevalt elfogták, és magyar urak leveleit találták nála. A lengyel határon fekvő nagysárosi kastélyból Rákóczi könnyen elmenekülhetett volna, de mégis beteg felesége oldalán várta be a császári katonákat, akik Solari tábornok vezetésével még aznap éjjel letartóztatták, és előbb Eperjesre, majd felsőbb parancsra Bécsújhelyre (Wiener-Neustadt) vitték. Itt ugyanabba a börtönbe zárták, ahonnan anyai nagyapját, Zrínyi Pétert 30 évvel azelőtt vérpadra hurcolták.
Hathetes fogság után hallgatták ki először. A kormány, semmibe véve Rákóczi tiltakozását, osztrák urakból alkotta meg a rendkívüli törvényszéket – ugyanúgy, ahogy annak idején Zrínyiét és Frangepánét is. Ekkor a jezsuiták – valószínűleg francia közbenjárásra – felbérelték Gottfried Lehmann dragonyos kapitányt, aki zászlótartó öccsével együtt megszöktette a dragonyos közlegényi egyenruhával álcázott főurat. Rákóczi egy a császárhoz intézett levelet hagyott hátra, amelyben kijelentette, hogy most is kész Magyarország törvényei szerint bíróság elé állni.
Börtönéből egyenesen Lengyelországba, a brezáni várba menekült, ahol az időben elmenekülő Bercsényi várt rá. Rákóczi élete elvileg még itt is veszélyben forgott, a fejére kitűzött 10 000 forintnyi vérdíj miatt.

## A harc kezdete
A spanyol örökösödési háború miatt Magyarországról a császári csapatok a Rajna mellé és Észak-Itáliába távoztak. A magyar korona területén nem maradt több, mint 30 000 katona.
Rákóczi munkácsi uradalmában népmozgalom kezdődött, mely a támogatását kérte. A főnemes eleget tett kívánságuknak: 1703. május 12-én kiadta a „nemes és nemtelen” országlakosokat hadba hívó breznai kiáltványt. Esze Tamás, a tarpai jobbágy és Rákóczi, a bujdosó fejedelem személyesen találkozott a lengyelországi Brezán (Brezna) várában, és ekkor született meg a felkelésre hívó „A keresztyén világ minden fejedelmeinek és respublikáinak…” kezdetű, breznai kiáltvány. Itt vette át Esze Tamás a vörös színű kuruc hadizászlót és a kiáltvány példányait, amely hadba szólította a magyar nemzetet. Híres zászlaján a következő felirat volt olvasható: „Cum Deo pro patria et libertate” („Istennel a hazáért és szabadságért”).

Rákóczi fejedelem zászlaja, „Iustam causam deus non derelinqvet” (Az igaz ügyet nem hagyja el az Isten)

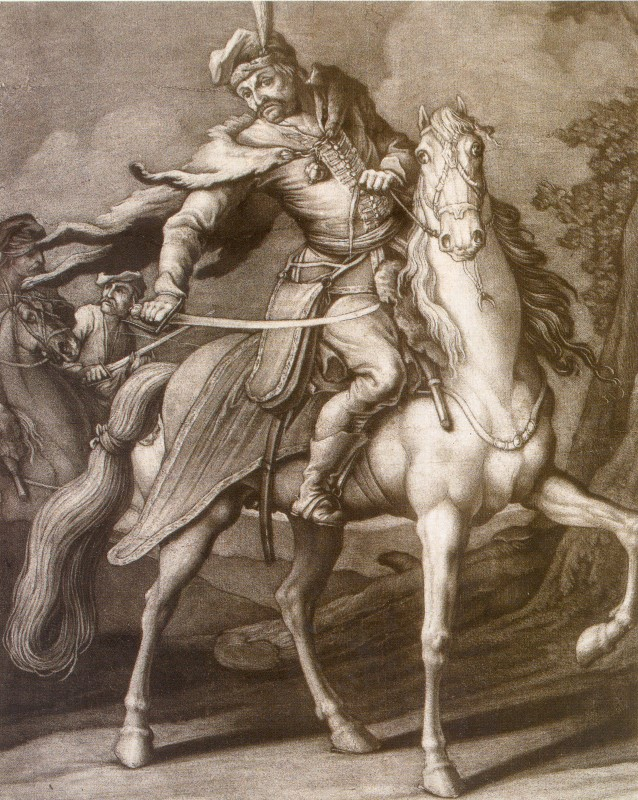
Philipp Rugendas: Kuruc lovas (rézmetszet)

Azonban a parasztlázadás még így is kivívta a nemesség ellenállását. A tiszaháti felkelés május 21-én indult, majd a felkelők a hónap végére elfoglalták a tiszaháti síkságot, és várták Rákóczi érkezését. Rákóczi azonban nem jött, mert a francia segélypénzt és az ezen felfogadható zsoldosokat várta. Ezzel a szabadságharc a kezdeti lendület előnyét és mintegy két hónapot vesztett. A szatmáriak Dolhánál Károlyi Sándor főispán vezérlete alatt június 7-én szét is verték a paraszti hadakat. Rákóczi attól tartott, hogy a további késlekedés megakadályozza terveit. Katonái ezért 1703. június 15-én az ország határánál a Lavocsne mellett fekvő Klimiec faluban egyesültek az Esze Tamás vezetése alatt megjelent magyar és ruszin paraszti csapatok katonáival. Ez 200, botokkal, kaszákkal, lándzsákkal, rossz teljesítményű parasztpuskákkal, vagy karddal felfegyverzett gyalogost és 50 lovast jelentett. A Rákóczi vezette sereg a lengyel–magyar határt 1703. június 16-án átlépve a Vereckei-hágón keresztül érkezett Magyarországra. A teljes sereg ekkor már körülbelül 3000 főből állt. Miután Munkács meglepetésszerű elfoglalása kudarcot vallott, Rákóczi újra a lengyel határra vonult vissza.
Július elején itt csatlakozott a sereghez a császári szolgálatból szökött Ocskay László és Borbély Balázs kisszámú, de jól felszerelt lovassal, majd megérkezett Bercsényi is mintegy 600 főnyi lengyel és román zsoldoscsapattal. Rákóczi hadászati elképzelése az volt, hogy a kuruc sereg a Felső-Tiszavidék gyors felszabadítása után Észak-Magyarországon keresztül Bécs alá vonul, és itt egyesül a nyugatról előnyomuló francia-bajor sereggel.

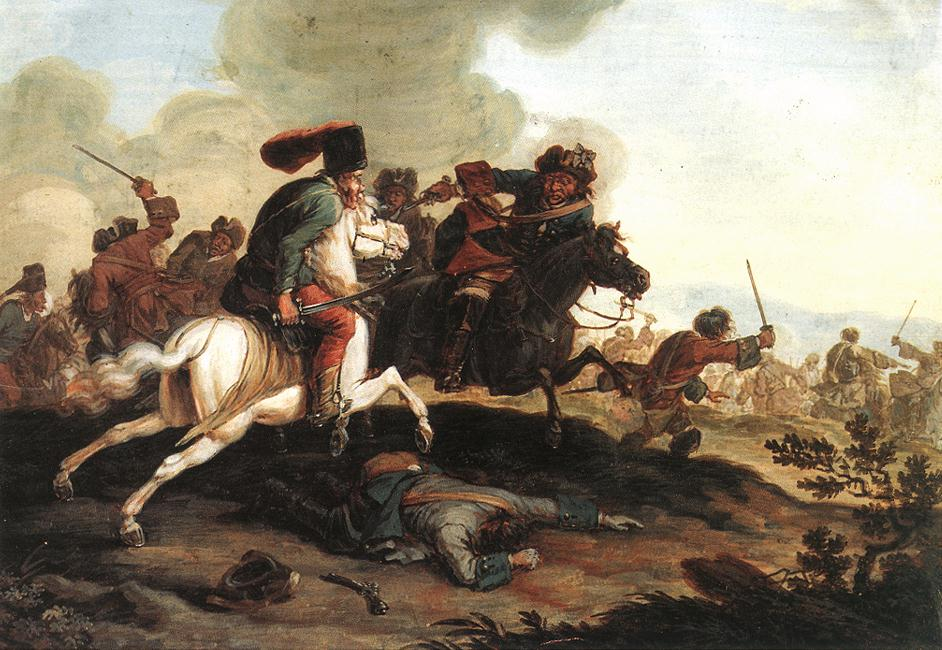
id. Georg Philipp Rugendas: Kuruc–labanc lovas párbaj

A fő gondot eleinte az jelentette, hogy a nemesség nem akart csatlakozni Rákóczihoz, egy részük még a kurucok elleni fegyveres harcot is felvállalta. A Tiszántúl meghódítására induló kuruc sereget Tiszabecsnél nemesi csapatok várták. Az átkelőnél július 14-én kirobbant csata kuruc győzelemmel végződött, és mivel ez volt a szabadságharc első győztes ütközete, jelentős erkölcsi hatása is volt. Hiába intézte azonban a fejedelem Vásárosnaményból kiáltványait a szabolcsi nemességhez, ők tartózkodó álláspontra helyezkedtek. Rákóczinak az lett a feladata, hogy a felkelést megszabadítsa népi jellegétől. Ez csakhamar sikerült is, az 1703. július 24-én kiadott gyulaji pátensében megtiltotta a nemesek elleni támadásokat. A július 29-én bevett kállói vár birtokában Rákóczi a hajdúk csatlakozását is ki tudta kényszeríteni. A sikereket látva megkezdődött a megyei birtokos nemesség felsorakozása Rákóczi mögé. Közben a parasztok is özönlöttek zászlói alá, így a hadsereg létszámának növekedése súlyos társadalmi gondokat is előidézett. Az augusztus 28-án közzétett vetési pátens mentesítette a kuruc seregben harcoló jobbágyokat és azok családtagjait minden közteher és földesúri szolgáltatás alól, azonban a nemesek elégedetlensége nyomán szeptember 27-én módosított pátens már csak a harcoló jobbágyokra vonatkozott, a családtagokra nem. Így a vetési pátensek lehetővé tették a jobbágyok és nemesek közös harcát, azonban nem elégítették ki egyik felet sem. A probléma megoldatlanságának negatív hatása végigkísérte az egész szabadságharcot,

de Rákóczi politikája eredményesnek bizonyult, mert a nemesi vezetés alá helyezett kuruc hadsereg jelentős sikereket ért el.

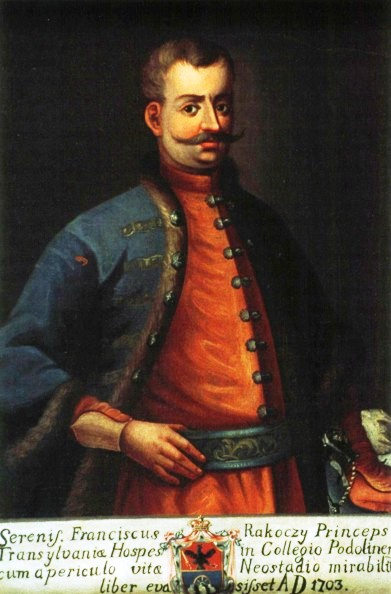
Rákóczi Ferenc a szabadságharc kezdetén (ismeretlen művész alkotása)

1703. szeptember 26-án már azt írhatta XIV. Lajosnak, hogy az ország egészen a Dunáig hatalmában van. 1705-re kezére került a Dunántúl nagy része is, úgyhogy a császáriak a Dráván túlra, a Határőrvidék és Dél-Erdély területére, illetve a nagyobb várakba szorultak vissza.

## A szabadságharc

### Az összecsapások

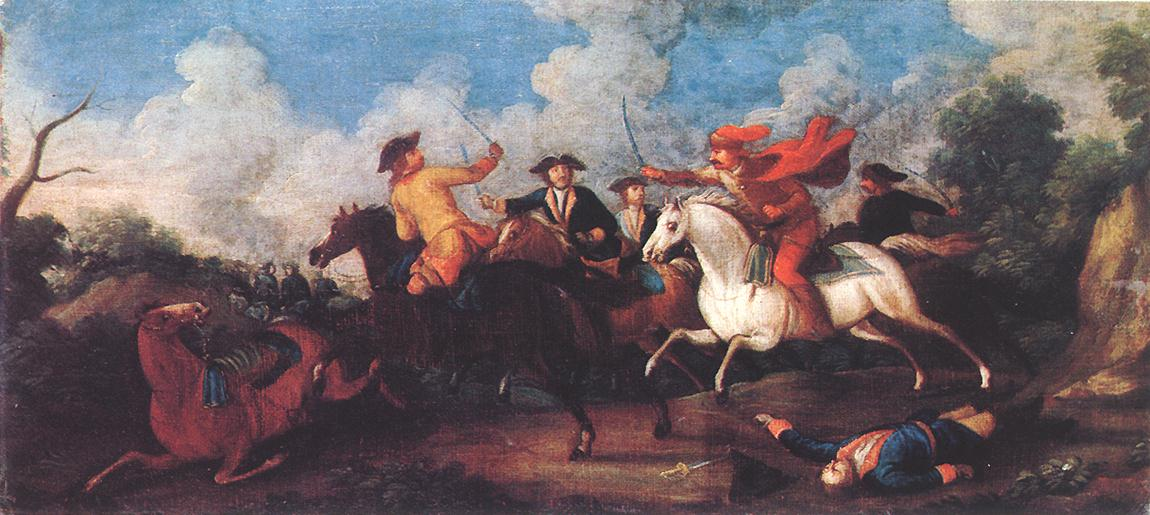
Kuruc–labanc csatajelenet (ismeretlen festő)

Rákóczi ekkor tette közzé Recrudescunt diutina inclytae gentis Hungarae vulnera (Fölszakadnak a nemes magyar nemzet régi sebei) kezdetű kiáltványát, hogy igazolja ország-világ előtt a támadását. A császári udvar kénytelen volt tárgyalásba kezdeni vele mint hadviselő féllel. Szerencsétlenségére 1704. augusztus 13-án a höchstädti csatában a Habsburg-csapatok legyőzték az osztrák–brit–holland–portugál–savoyai koalíció által kimerített franciák és bajorok egyesített seregeit. Bajorország a szövetségesek kezébe került, így a trónra kiszemelt bajor fejedelem ahelyett, hogy Csehországon keresztül Rákóczi segítségére vonult volna, menekülni kényszerült. Rákóczi nehéz helyzetbe került. Adót nem vethetett ki, hiszen az ellenkezett a katonáinak tett ígéretével; nem várhatta el, hogy a nép szolgáljon is, fizessen is. A helyzet megoldására nagy mennyiségű rézpénzt veretett, bár ez Magyarországon IV. Béla kora óta ismeretlen volt. A pénzt, melyet az ezüstpengővel szemben kongónak, másként – „Pro libertate” felirata után – libertásnak neveztek, nehezen lehetett forgalomban tartani. A francia hadi segély rendszertelenül és egyre csökkenő mennyiségben jött, pénz hiányában Rákóczi pedig csak viszonylag kis méretű sereget tudott fenntartani. A köznemesi csapatok tízszer annyian voltak, mint a szabadságharcosok.

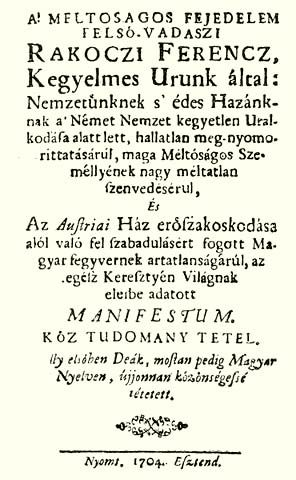
Rákóczi manifesztuma 1704-ben magyar nyelven is „közönségessé tétetett”

A küzdelem mindezek ellenére váltakozó szerencsével folyt. 1704. június 13-án Forgách Simon Koroncónál csatát vesztett Heisterrel szemben. 1704 telén elfoglalta Érsekújvárat, de a hadisiker értékét lerontotta a hamarosan bekövetkezett nagyszombati vereség, ahol Rákóczi személyesen vezette a sereget Heister ellenében. Ezzel elveszett a fejedelem legszervezettebb gyalogsága. Ez a fegyvernem a tüzérséggel együtt viszonylag alacsony szinten képviselte magát a túlnyomórészt könnyűlovasságból álló magyar seregben, amely gyors portyákra, bravúros hadviselésre kiválóan alkalmas volt, ám sem várostromra, sem nyílt összecsapásokra nem lehetett hatékonyan felhasználni.
Éppen ezért a fejedelem és emberei kerülték a rendezett, nagy csatákat, és megkezdték a modern, jól felszerelt reguláris ezredek szervezését, ez azonban anyagiak híján kevés eredménnyel járt. Rákóczi elsősorban tekintélyes főurakból és birtokos nemesekből hozta létre a tábornoki és brigadérosi kart. Közülük sokan kiváló csapattisztnek bizonyultak, de kellő hadvezéri tehetséggel csak kevesen rendelkeztek.
Rákóczit 1704. július 6-án az erdélyi rendek fejedelemmé választották, a császári főparancsnok, Rabutin pedig délre menekült, a forrongástól mindvégig elhatárolódó szász területekre.
1705. május 5-én meghalt Lipót, s utóda I. József lett.
1705. július 3-án a fejedelem beszédet intézett Gyömrőn katonáihoz, melynek hatása a szabadságharc további katonai sikereiben mutatkozott meg.  (az egyetlen kézírásban megmaradt teljes műve)
Az év végén a katonai erőegyensúlyt jól jellemzi, hogy miközben Rákóczi a zsibói csatával elvesztette Erdélyt, addig Vak Bottyán hadai meghódították a Dunántúlt. A szabadságharc ekkor érkezett tetőpontjára: 1705–1706-ban a kuruc hadsereg létszáma megközelítette a 70 000 főt. (A szakirodalomban szereplő 100 000-es létszám a katonai porciók számának félreértéséből ered: mivel csupán a közlegények kaptak egy-egy porciót, a tisztek pedig rendfokozatuk arányában egyre többet, a fejadagok száma és a személyi állomány tényleges létszáma között jelentős eltéréssel kell számolnunk!)

### Nemzetiségek és külhoni zsoldosok

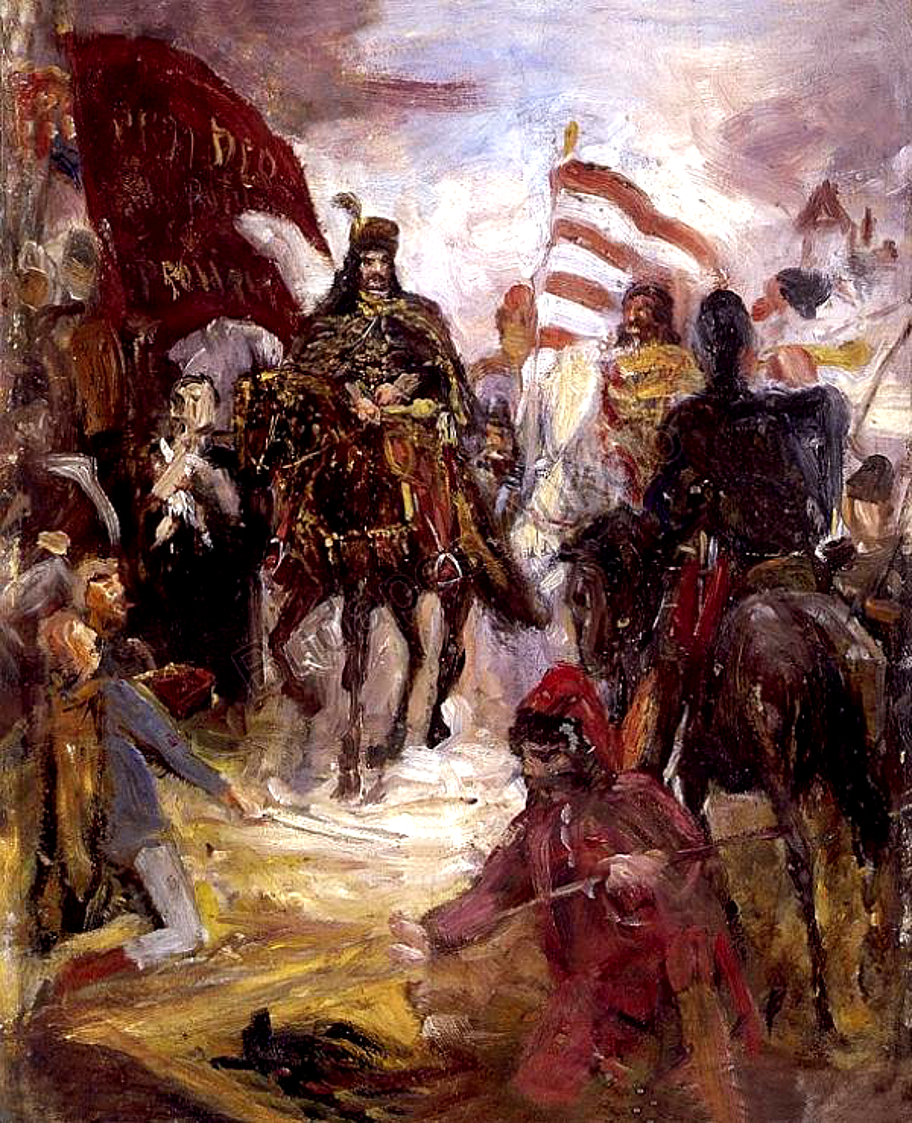
Greguss Imre: Rákóczi lovon

A hazai nemzetiségek közül Rákóczi roppant kiterjedésű munkácsi és szentmiklósi uradalmának ruszin jobbágyai elsőként csatlakoztak a szabadságharchoz. Java részük a fejedelem udvari palotásezredében szolgált. A felvidéki városok német polgársága a szlovákok és románok többségével együtt szintén csatlakozott Rákóczihoz. A szepességi cipszerek Czelder Orbán, a felvidéki szlovákok pedig zömmel Révay Imre, Révay Gáspár, Thuróczy Gáspár és Szádeczky Gáspár gyalogezredeiben szolgáltak. Szlovák anyanyelvű volt a kassai bombagyártó üzem vezetője, Bácsmegyey Ádám tüzér alezredes is. Az erdélyi románság legismertebb vezetője, Pintye Gligor mindjárt a felkelés kezdetén elesett Nagybányánál, de számos más román csapatparancsnokot említhetünk név szerint is, mint például Csurulya Jánost (Ion Ciurulea), Szudricsán (eredeti nevén Sunkár) Istvánt és Hátszegi (Hatzogan) Markulyt, aki Nagyváradról szökött a kurucok közé. E három nemzetiség, illetve népcsoport csatlakozása természetesen azzal is összefüggött, hogy az általuk lakott részek képezték a szabadságharc bázisterületét.
Vas és Zala vármegye szlovénjei (vendjei) is csatlakoztak a szabadságharchoz. Az átvonuló császári és szerb erők rablásai, pusztításai miatt a Tótság elsősorban bocskoros nemessége – amely magának még a török kiűzésekor nyert jogokat –, már 1704 elején szervezkedni kezdett. Szapáry Miklós vezetésével már lázadásra készen álltak és 1704. február 2-án Károlyi Sándortól kértek felhatalmazást a labancok elleni fellépésre. Károlyi ezt megengedte, s később Szentgotthárd környékén a helyi lakosok segítségével elverte a stájer várnagy erőit, majd később Vak Bottyán aratott jelentős győzelmet ugyanezen a helyen. Ugyancsak 1704-ben kezdett szervezkedésbe a szlovén parasztság, de nemcsak az osztrákokra támadtak rá, hanem a rabló kurucokra is, később azonban már leginkább a szerb és osztrák csapatok visszaélései ellen fogott fegyvert. 1704. március 4-én részben köszönhetően Szapáry és a tótsági nép segítségének a kurucok vér nélkül bevették Felsőlendvát, majd Rakicsánnál is vívtak egy kisebb ütközetet. A labancok 1705 szeptemberében jelentős károkat okoztak az alsólendvai uradalomban, amely ott is ösztönözte a szlovének és magyarok ellenállását.
Ezzel szemben a belső önállóságot élvező horvátok, az uralkodó által kiváltságolt szerbek (rácok) és az erdélyi szászok – bár megnyerésükre több kísérlet történt – mindvégig szemben álltak a kurucokkal. A kibékíthetetlennek látszó ellentétek hátterében az állt, hogy Rákóczi a horvátok és szerbek részére nem ígérhetett többet, mint amivel már eleve rendelkeztek, politikai megnyerésük így eleve sem kecsegtetett sok sikerrel.
A török idők végvidéki harcaira emlékeztető (és végső soron ott is gyökerező) szerb–magyar (pontosabban a császári szolgálatban álló rác és a kuruc katonaság közötti) ellentétek pedig sorozatos összecsapásokhoz vezettek. A véres harcok végigkísérték a szabadságharc nyolc esztendejét, mérhetetlen szenvedést okozva ezzel az Alföld polgári lakosságának, a magyar és a szerb parasztságnak egyaránt. A kölcsönös bosszúhadjáratok közül említést érdemel a Pécs elleni kuruc és rác támadás (1704. február 1., illetve március 26.), a kurucok két bácskai hadjárata (1704, 1707) és a rácok kegyetlen öldöklése Kecskeméten (1707. április 3.).
Kivételek persze a délszláv nemzetiségek között is akadtak: Vojnovich József Rákóczi horvát diplomatája, Draguly Farkas pedig a kuruc hadsereg szerb ezredese lett. Az erdélyi szászok közül pedig Arelt János besztercei bírót említhetjük, akit az erdélyi fejedelmi tanács szász tagjává választottak, s mindvégig kitartott Rákóczi oldalán.
A Habsburg Birodalom oldalán a dánok is részt vettek, jóllehet nem aktívan a kurucok elleni harcokban. Dánia kölcsönadott Bécs részére ezredeket, melyek többnyire németországi, itáliai, spanyolországi és franciaországi frontokon harcoltak, de egy-egy ezred Magyarországra is került, és szinte minden évben állomásoztak dánok magyar területen, akiket be is vetettek Rákóczi és szövetségesei ellen. Rajtuk kívül a Német-római Császárság haderejéből is kerültek egész ezredek magyar területre, ezekben szinte minden fejedelemségből, választófejedelemségből, királyságból, hercegségből, püspökségből, vagy városállamból voltak emberek. Ezen felül a császári hadsereg befogadott különféle kalandorokat, renegátokat is, akik között voltak spanyol, francia, olasz, németalföldi és angol nemesek is, sőt még egy hajdani török bégről és román bojárról is van tudomása a történészeknek. A dánokhoz hasonló létszámban porosz és bádeni segédcsapatok is bekapcsolódtak a kurucok elleni harcokba, sőt még svájci zsoldosokat is alkalmazott a császári hadvezetés.
A honi nemzetiségek mellett idegen zsoldosok (lengyelek, havasalföldi és moldvai románok, kisebb számban törökök, litvániai lipek és krími tatárok) is harcoltak a kuruc hadseregben. A poltavai csata után egy rövid időre svéd zsoldosok is csatlakoztak Rákóczihoz. A császári seregből átállt német tisztek egy része utóbb árulóvá lett, a Scharudi-zászlóalj például a nagyszombati csatában fordult a kurucok ellen, mások azonban halálukkal pecsételték meg Rákóczi iránti hűségüket, így Johann Eckstein ezredest például Veszprém elfoglalása (1709) után végeztette ki Heister tábornagy.
A XIV. Lajos által küldött francia katonai tanácsadók szerepe jóval fontosabb volt egyébként nem túl magas létszámuknál. Ők elsősorban a reguláris egységeknél, a tüzérségnél és a műszaki csapatoknál tettek igen jó szolgálatot Rákóczi ügyének. Név szerint említhetjük Fierville le Hérissy lovagot, Louis Lemaire és François Damoiseau hadmérnök brigadérosokat, és a Magyarországon nősült Rivière tüzér ezredest.

### Tárgyalások

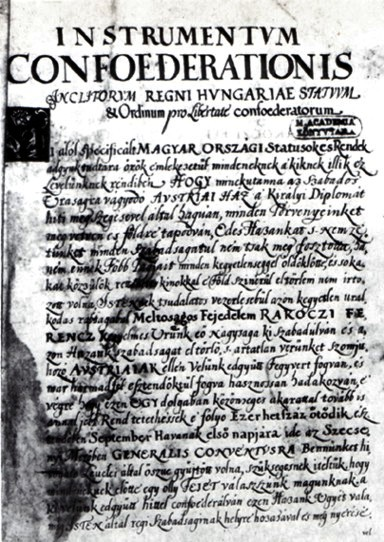
A szécsényi országgyűlés dokumentuma a rendek konföderációjáról

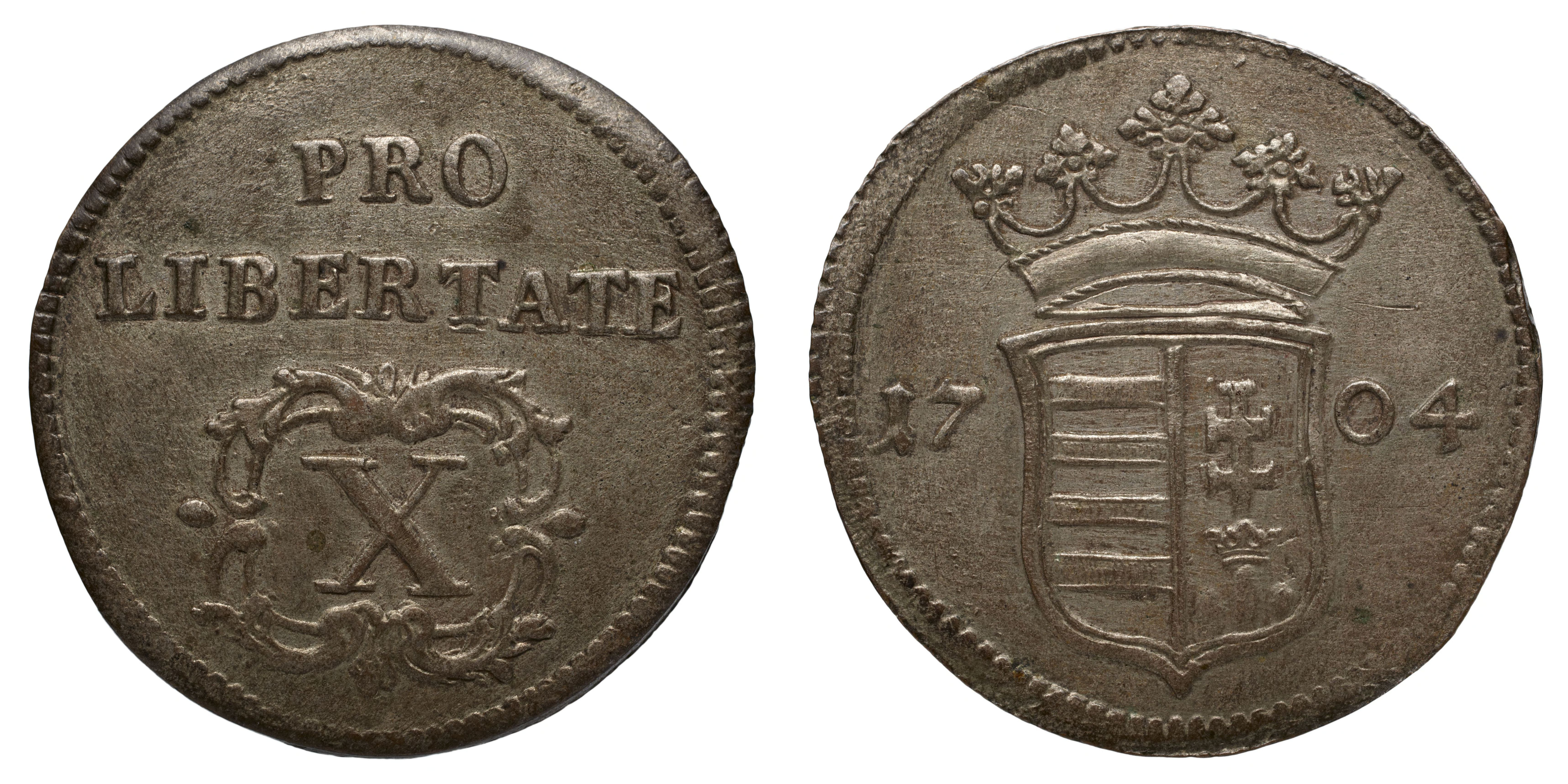
Rákóczi rézpénze a »libertás«, 1704. ápr. 22-én Rákóczi leiratban tudatta a vármegyékkel és városokkal, hogy az ezüstpénz hiánya miatt váltópénzül rézpénzt bocsát ki

Rákóczi 1705. szeptember 20-án Szécsényben országgyűlést hívott össze, ahol a rendek konföderációra léptek, Rákóczit pedig Magyarország vezérlő fejedelmévé választották. A fejedelem mellé 25 tagú Szenátust, Sennyey István személyében pedig főkancellárt választottak. Elrendelték, hogy aki már egyszer fegyvert fogott a szabadságharcban, az a háború végéig köteles katonai szolgálatot teljesíteni, ami komoly feszültséget okozott az önkéntes hadsereg köreiben. Rendezték a különböző felekezetek egymás közötti vitáit, döntést hozva a templomok hovatartozásáról, és megbízták Rákóczit és a Szenátust, hogy béketárgyalásokat folytasson.
Rákóczi 1705. november 11-én Zsibó mellett vereséget szenvedett, ezért ki kellett vonulnia Erdélyből (az udvarhű rendek az 1705/1706 fordulóján megtartott segesvári országgyűlésen ki is mondták trónfosztását). 1706 nyarán sikerült egy évre visszaszerezni a fejedelemséget, ám 1707-ben Erdély nagy része végleg elveszett. Ezalatt (1705. október 27-én) Nagyszombatban megindultak a béketárgyalások a szövetséges rendek és a császáriak közt. A protestáns Anglia és Hollandia követei támogatták a kiegyezés ügyét. A béke azonban két ok miatt sem jöhetett létre.
- Az egyik, hogy Bercsényi a szövetséges rendek bizottságának elnökeként ragaszkodott az Aranybulla 1687-ben eltörölt ellenállási jogának visszaállításához. Ebbe az udvar, ha csak törvényesíteni nem akarta a felkeléseket, nem mehetett bele.
- A másik vitás kérdés Erdély helyzete volt. Az osztrákok szemében ez volt a kulcs magyarországi uralmukhoz, amelyet a Diploma Leopoldinum és az Alvincziana resolutio biztosított számukra. Rákóczi viszont nem volt hajlandó lemondani az erdélyi fejedelem címéről.

### Az ónodi országgyűlés

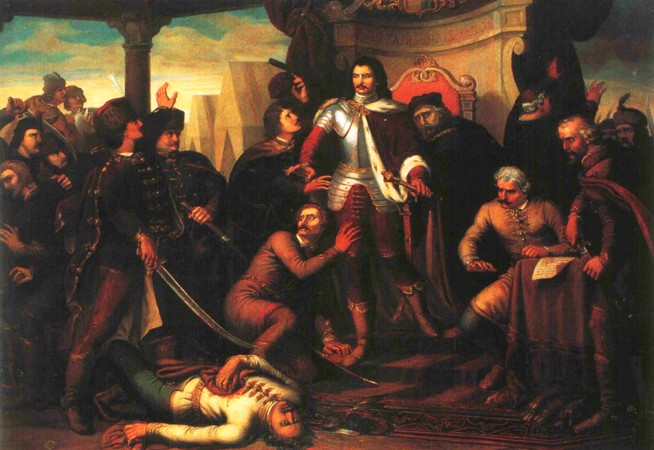
Orlai Petrich Soma: Az ónodi országgyűlés. A kép azt a jelenetet ábrázolja, amikor Károlyi és Bercsényi kardélre hányja Turóc vármegye követeit, Rakovszky Menyhértet és Okolicsányi Kristófot.

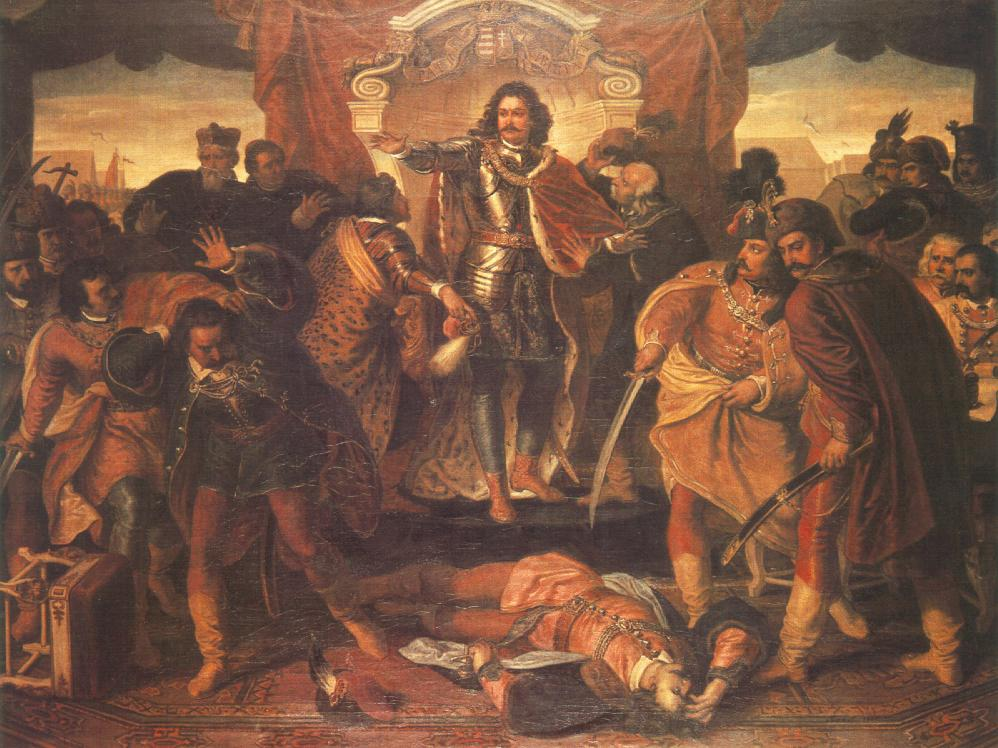
Than Mór: Az ónodi országgyűlés

A kialakult helyzet megoldására Rákóczi országgyűlést hirdetett 1707. május 1-jére, az Ónod határában lévő mezőre. Az országgyűlésnek három lényeges programpontja volt: a gazdasági nehézségek leküzdése, a hadsereg és államszervezet megerősítése és – egyelőre titokban tartott programként – a Habsburg-ház trónfosztása. A május 31-én megnyitott, Rákóczi jelenlétében tartott országgyűlésen június 6-án véres inzultusba fajuló vita kezdődött. A Turóc vármegyei követek – a megyei nemesség soraiból szerveződő békepárt szószólói – a rézpénzzel kapcsolatos vita során önző érdekek követésével gyanúsították meg a fejedelmet. Rákóczi elkeseredésében kilátásba helyezte lemondását. („Készebb vagyok megvonni magamat az ország egyik szegletében, mint hogy a várt köszönet helyett zsarnoknak mondjanak.”) Károlyi és Bercsényi felháborodásukban lekaszabolták a turóci követeket, és a fejedelmi hadak féltve Rákóczi életét, az országgyűlésre irányították ágyúikat. A véres közjáték után az országgyűlés nagy jelentőségű határozatokat hozott. Megszavazták a közteherviselést – a fogalmat Rákóczi használta először anyanyelvünkön – amelyre a korabeli Európában is kevés példa volt. Az 1542-ben kivetett vagyonadótól eltekintve Magyarországon is ez volt az egyetlen alkalom, amikor a rendi országgyűlés törvényt hozott a nemesek adókötelezettségéről. Az országgyűlés törvénybe iktatta a kuruc hadsereg egységes katonai szabályzatát (Regulamentum Universale) is. Rákóczi 1707. május 13-án személyesen terjesztette a gyűlés elé a Habsburgok trónfosztásáról szóló törvényjavaslatot. A trónfosztásnak elsősorban külpolitikai okai voltak, XIV. Lajos ugyanis mindaddig azzal az ürüggyel tért ki a Rákóczival kötendő szövetségi szerződés elől, hogy nem szövetkezhet egy szuverén uralkodó lázadó alattvalójával. A trónfosztás elhárította a magyar–francia szövetség elől a legfőbb elvi akadályt, a Habsburg-házzal való béke esélyeit viszont már nem rontotta, mert már 1706-ban nyilvánvalóvá vált, hogy a Habsburg-házzal nem lehet elfogadható feltételekkel békét kötni. Bercsényi támogató beszéde a híres „Eb ura a fakó! mai naptól fogva József nem királyunk!” felkiáltással végződött. Ezzel megszűnt a kiegyezés lehetősége, de a franciákkal remélt szövetség sem jött létre. XIV. Lajos a függetlenség kikiáltása ellenére is vonakodott formális szövetségre lépni a fejedelemmel, és békekötésre biztatta a csalódott Rákóczit. Az egyre romló hadi helyzeten az sem segíthetett, hogy a gyűlés bevezette a közteherviselést, és a parasztok lelkesedését sem fokozta, hogy hivatalosan is hajdúszabadságot ígértek a katonáskodóknak.
Az ónodi országgyűlés a trónfosztással egyidőben kimondta az interregnumot („országunkat király nélkül lenni jelentjük”), és megbízta Rákóczit a királyjelöléssel. Rákóczi olyan királyt akart, aki elegendő segítséget tud magával hozni a magyar trón védelmében, első jelöltje Miksa Emánuel bajor választófejedelem volt. Miksa ismert volt Magyarországon, így megválasztása könnyen keresztülvihető lett volna, de az országát nemrégiben elvesztő választó kitért a meghívás elől. A másik komolyan szóba kerülő jelölt Frigyes Vilmos porosz trónörökös volt, Poroszország azonban tagja volt a Bourbon-ellenes Hágai szövetségnek, így Frigyes nem fogadhatta el nyíltan a magyar koronát. Rákóczi egy sziléziai hadjárattal kívánta kierőszakolni a poroszok támogatását, de terve a kuruc tábornokok ellenállása miatt meghiúsult.

### Fordulópont: a trencséni csata és következményei
1708. augusztus 3-án Sigbert Heister és Pálffy János tábornokok Trencsén mellett megütköztek a kuruc sereggel. A nagy erőfölényben lévő kuruc sereg súlyos taktikai hibák következtében katasztrofális vereséget szenvedett. Rákóczi személyesen is be akart avatkozni a küzdelembe, de lova egy árok átugrása közben megbotlott és a fejedelmet levetette magáról; csak a testőrei tudták megmenteni. A sereg demoralizálódott, a császári csapatok pedig könnyűszerrel szétverték a fejedelmi hadakat. Főként a gyalogság (így például a legjobban képzett és felszerelt alakulatok közé tartozó palotás ezred) szenvedett súlyos veszteségeket.
A kurucok vezetői megkezdték átpártolásukat a császáriakhoz, köztük a leghíresebb példa Ocskay Lászlóé és Bezerédj Imréé, akiket a kuruc csapatok később elfogtak és kivégeztek. Rákóczi 1707 óta folyamatosan visszaszorult, Bottyán János halála pedig 1709. szeptember végén újabb tehetséges hadvezérétől fosztotta meg. 1710. január 22-én Romhány és Érsekvadkert közt 3500 főnyi idegen zsoldossal döntetlen csatát vívott a császáriakkal. Mindenek tetejében egyre terjedt a pestis, főleg a rosszul élelmezett és ruházott kuruc táborban. Az ország kimerült, a fejedelem és emberei folyamatosan hátrálásra kényszerültek.

### A vég
Mivel a franciákra többé nem támaszkodhatott, a fejedelem Nagy Péter orosz cárral próbált szövetséget kötni, melynek különösen Bercsényi volt szószólója. Itt sem járt sikerrel – a cár csak tehermentesíteni akarta magát délről a Svédország ellen vívott északi háborúban –, így újabb béketárgyalásokra kényszerült. A császár Pálffy János tábornokra bízta ezek levezetését, Rákóczi pedig Károlyi Sándorra ruházta hadainak főparancsnokságát azzal a paranccsal, hogy minél tovább tartson ki.
A fejedelem csapatai már 1707-ben kiszorultak Erdélyből. Romhánynál kuruc, svéd, lengyel és francia csapatokból álló seregével még megpróbált győzelmet kierőszakolni az osztrákokkal szemben, de taktikai vétségei miatt ezt a csatát sem sikerült megnyernie. 1710 végére Magyarországon pedig csupán Kassa, Ungvár, Munkács, Huszt, Kővár és Szatmárnémeti környéke maradt uralma alatt. Az ország határain állt, nem volt többé hová visszavonulnia. Ezért 1711. február 21-én örökre elhagyta Magyarországot. Lengyelországból Angliába hajózott, de mivel nem engedték partra szállni ezért Franciaországba távozott. 1713. január 13-án Franciaországba ment, ahol XIV. Lajos oltalma alatt lehetett. A király halála után (1715) azonban elfogadta török porta meghívását, így 1717-ben az Oszmán Birodalomban lévő Rodostóba költözött. Itt is halt meg 1735. április 8-án.

## A békekötés

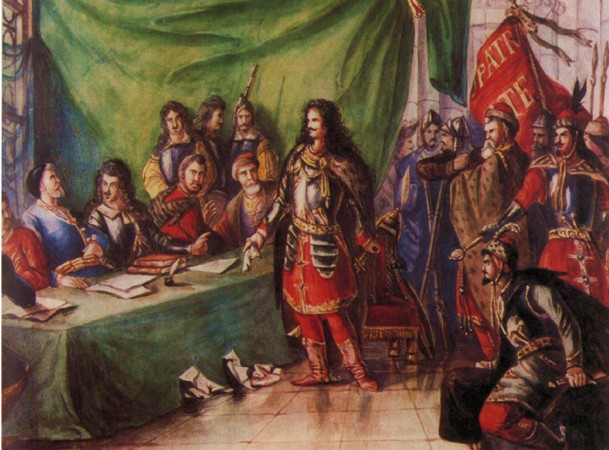
Than Mór: II. Rákóczi Ferenc visszautasítja a szatmári békét

Rákóczi távozásakor Károlyi Sándorra ruházta hadainak főparancsnokságát és Károlyi 1711. március 14-én – Rákóczi tudta nélkül – felesküdött József császárra. A néhány nappal később Husztra összehívott gyűlésen Rákóczi ismét deklarálta, hogy csak a szabadságharc vívmányainak elismerése után hajlandó tárgyalni. Károlyi erre a fejedelem beleegyezése nélkül Szatmárra rendi gyűlést hívott össze, és elfogadtatta Pálffy békeajánlatát. Rákóczi erre megfosztotta Károlyit a főparancsnoki tisztségtől, és április 18-án szenvedélyes hangú kiáltványt bocsátott ki, azonban Pálffy és Károlyi mindent elkövettek a béke megkötésének érdekében. A szatmári gyűlés határozatának értelmében Kassa városának kuruc őrsége április 26-án kapitulált, április 30-án Szatmár mellett, a majtényi mezőn pedig a még fegyverben lévő 12 000 felkelő is átadta zászlait a császáriaknak, s letéve a hűségesküt, ki-ki szabadon otthonaiba térhetett. Másnap, 1711. május 1-jén Nagykárolyban hitelesítették a békeokmány előzőleg (április 29-én) véglegesített szövegét is. A még ellenálló várak közül Kővár, Huszt és Ungvár őrsége május közepén, Munkács védői pedig június második felében szintén kapituláltak, és elfogadták a szatmári békét.

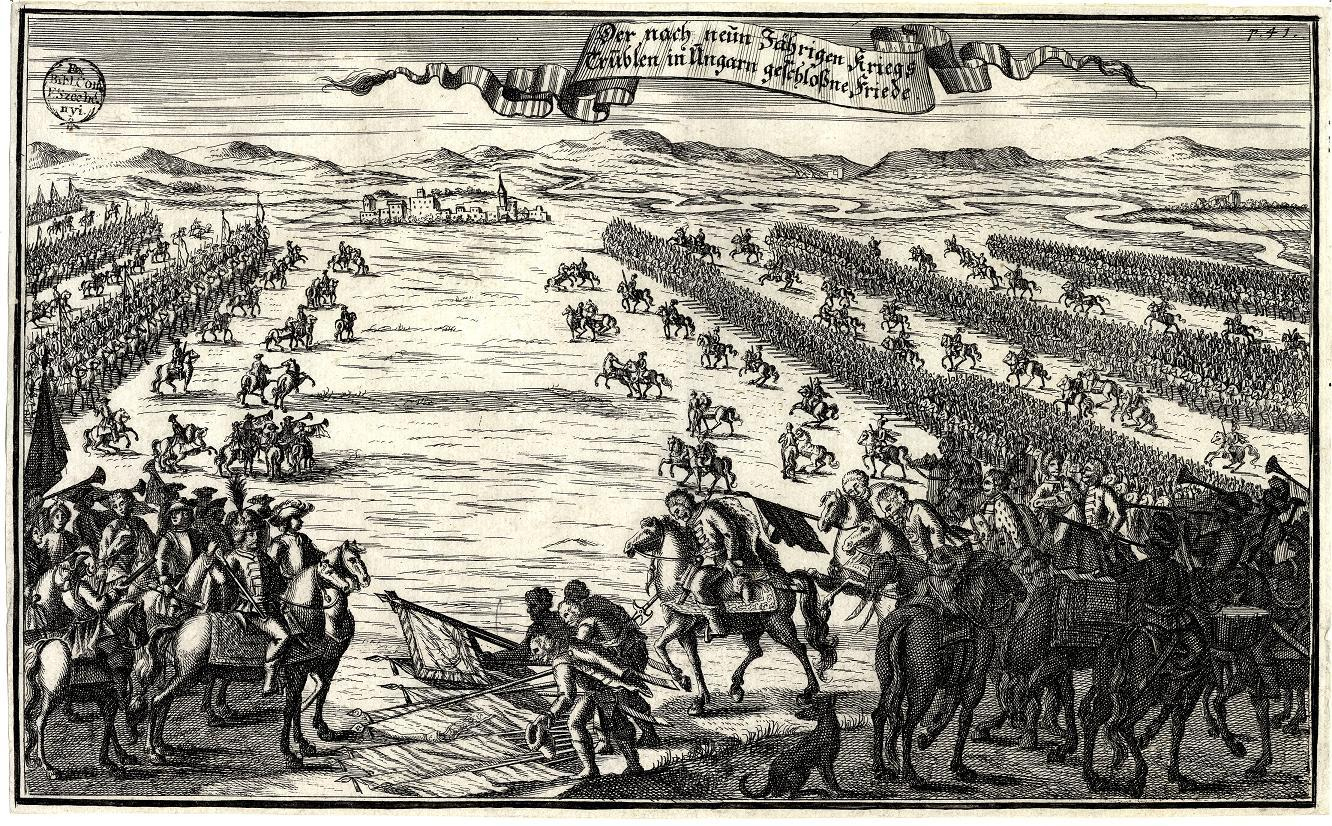
1711. április 30-án Szatmár mellett, a majtényi mezőn a még fegyverben lévő 12 000 felkelő átadta a hadi zászlóit a császáriaknak és letette a hűségesküt

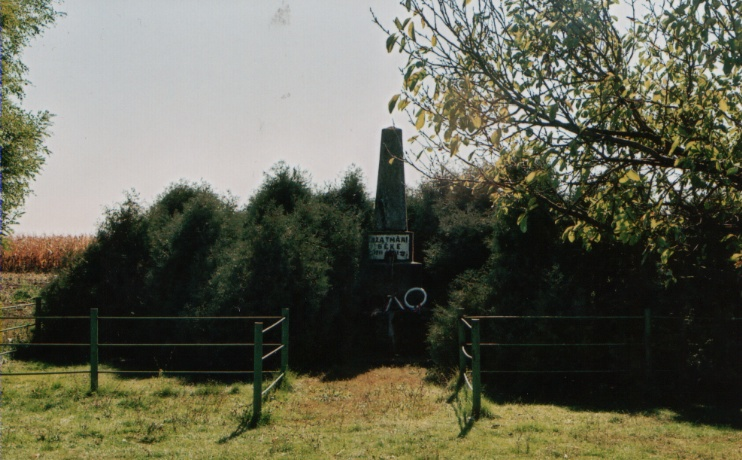
A szatmári béke emlékműve a Majtényi-síkságon.

A béke ígéretet tett az alkotmány visszaállítására, a vallásszabadság biztosítására és az országgyűlés mihamarabbi összehívására, amnesztiát adott a szabadságharcban résztvevőknek, egyúttal intézkedett a magyarokat sértő intézmények és méltóságok eltörléséről. Az ellenállás és a szabad királyválasztás jogát nem állították vissza, külön magyar hadsereget sem hoztak létre. A jobbágyi sérelmeket sem rendezték, mindazonáltal elmondható, hogy a szatmári béke hatására Magyarország megmaradt rendi dualizmusban a királlyal, azaz megőrizhette viszonylagos függetlenségét. Másik nézőpontból azonban a szatmári béke pontosan azokat a rendi kiváltságokat állította vissza, amelyeket Rákóczi állama eltörölni igyekezett, és ezzel meghiúsított egy modern társadalomszerkezetre való törekvést. Az utókort és a kortársakat egyaránt megosztotta annak megítélése, hogy Károlyi cselekedete árulás, vagy az egyetlen jó lépés volt. 

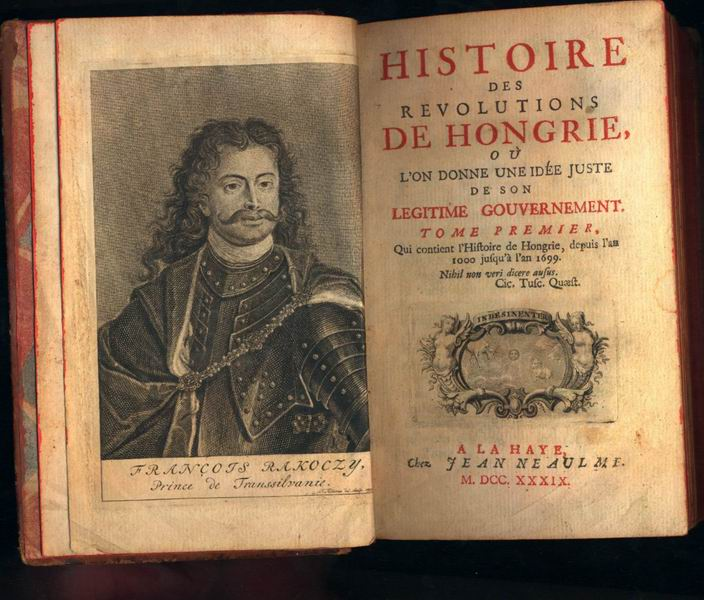
Les memoires du prince François Rakoczy sur la guerre de Hongrie Rákóczi emlékiratainak 1739-ben, Hágában megjelent kiadásának címlapja

A szatmári béke Rákóczira nézve a körülményekhez képest viszonylag kedvező volt. Kegyelmet biztosítottak neki, ha három héten belül leteszi a hűségesküt. Ha nem akarna az országban maradni, a hűségeskü letétele után Lengyelországba távozhat. Ő azonban ezt nem fogadta el. Nemzetközi biztosíték hiányában nem bízott az ígéretek teljesítésében, és nem is tartotta érvényesnek a szerződést, amelyet Pálffy I. József császár április 17-én bekövetkezett halála után, tehát a tőle nyert hatalom megszűntével kötött meg. Így aztán, míg ő Franciaországban, majd az Oszmán Birodalomban keresett menedéket, birtokait felosztották az udvarhű nemesség körében.
Később így foglalta össze a szabadságharc bukásának okait:
„Bárki itélend a magyar ügyekről, a háboru szerencsés kezdetét az ellenség fölötte nagy óvatosságának tulajdoníthatja, és annak, hogy az erősségek és helyőrségek nagyon rosszul valának ellátva és még rosszabbul védelmezve. A háboru szerencsétlen végének okául pedig a nemzet tapasztalatlanságát s tudatlanságát, a fegyver és pénz hiányát – amelyek a hadakozás idegei, – a pestist és a francia udvar által nyujtott segedelem csekélységét tulajdonítandja”.
1717-ben a fejedelem megbízta Esterházy Antal tábornagyot a bujdosó kurucok katonai expedíciójának vezetésével, aki Erdélyben és Máramarosban is megpróbált lázadást szítani néhány száz főnyi kuruccal. A lázadóknak segítségül érkező tatárok pusztítása miatt azonban a vállalkozás teljes kudarcba fulladt.

### Szerzői művek
- Bánkúti Imre: Veszprém megye a Rákóczi-szabadságharcban, 1703–1711; Balatonfüred Városért Közalapítvány, Veszprém–Balatonfüred, 2005
- Csatáry György: A máramarosi öt koronaváros a Rákóczi-szabadságharc idején, 1703–1711; Kárpátaljai Magyar Kulturális Szövetség, Ungvár, 2003 (Clio)
- Csatáry György: Ugocsa vármegye II. Rákóczi Ferenc államában, 1703–1711; PoliPrint–II. Rákóczi Ferenc Kárpátaljai Magyar Főiskola, Ungvár–Beregszász, 2008
- Gebei Sándor: II. Rákóczi Ferenc és a Rzeczpospolita; Akadémiai, Bp., 2013 (Az Eszterházy Károly Főiskola Történelemtudományi Doktori Iskolája közleményei)
- Heckenast Gusztáv: A Rákóczi szabadságharc; Magyar Történelmi Társulat–Művelt Nép, Bp., 1953
- Heckenast Gusztáv: Fegyver- és lőszergyártás a Rákóczi-szabadságharcban; Akadémiai, Bp., 1959 (Értekezések a történeti tudományok köréből)
- Heckenast Gusztáv: Ki kicsoda a Rákóczi-szabadságharcban? Életrajzi adattár; sajtó alá rend., kieg., előszó Mészáros Kálmán; História–MTA Történettudományi Intézet, Bp., 2005 (História könyvtár. Kronológiák, adattárak)
- Illés György: Fel, fel, vitézek! A Rákóczi-szabadságharc és az 1848-49-es szabadságharc várai; fotó Fürjes Valéria, Kovács Sándor; Móra, Bp., 1986
- Kincses Katalin Mária: Kultusz és hagyomány. Tanulmányok a Rákóczi-szabadságharc 300. évfordulóján; Argumentum, Bp., 2003
- Korbuly Dezső: II. Rákóczi Ferenc; II. Rákóczi Ferenc Megyei Könyvtár, Miskolc, 2003
- Köpeczi Béla: A Rákóczi-szabadságharc a külföldi közvéleményben, Magyar Könyvszemle, 1981 (1966). (magyarul) (franciául)
- Köpeczi Béla: A Rákóczi-szabadságharc és Franciaország; Akadémiai, Bp., 1966
- Köpeczi Béla: Rákóczi útjain. Tanulmányok; Lucidus, Bp., 2004 (Kisebbségkutatás könyvek)
- Köpeczi Béla: Tanulmányok a kuruc szabadságharcok történetéből; Akadémiai, Bp., 2004
- Köpeczi Béla: Kuruc diplomaták Európa Keletén; Akadémiai, Bp., 2005
- Magyari András: Rákóczi és az erdélyi kurucmozgalom; Pallas-Akadémia, Csíkszereda, 2003
- Merényi Miklós: Hadművészet a II. Rákóczi Ferenc vezette szabadságharcban; Zrínyi Miklós Katonai Akadémia Hadművészet Története Tanszék, Bp., 1959
- Mészáros Kálmán: II. Rákóczi Ferenc tábornokai és brigadérosai. A kuruc katonai felső vezetés létrejötte és hierarchiája, 1703–1711; Argumentum, Bp., 2006
- Mészáros Kálmán–Seres István–Török Péter: A fejedelem szolgálatában. Életrajzi és családtörténeti tanulmányok a Rákóczi-korból; Tarsoly, Bp., 2018
- Mezey Barna: A Rákóczi szabadságharc országgyűlései; ELTE, Bp., 1981 (Jogtörténeti értekezések)
- Mezey Barna: "Öszve-szövetkeztetett szövetségünknek kötele". A jogalkotás alkotmányos keretei a Rákóczi-szabadságharcban; Gondolat, Bp., 2009 (Bibliotheca iuridica Publicationes cathedrarum)
- Misóczki Lajos: Vallás- és egyházügy a Rákóczi-szabadságharc idején; Önkormányzat, Gyöngyös, 2009
- Papp Klára – ifj. Barta János: A Rákóczi-szabadságharc és a hazai nemzetiségek, Kisebbségkutatás, 2003/2. szám
- R. Várkonyi Ágnes: Két pogány közt. A Rákóczi-szabadságharc története; Móra, Bp., 1968 (Képes történelem)
- Seres István: Békés két megszállása. Békés város és környéke a kuruc függetlenségi harcok idején; Békés Városi Jantyik Mátyás Múzeum, Békés, 2016 (Békési téka)
- Szemán Attila: In necessitate... A Rákóczi-szabadságharc időszakának "labanc" szükségpénzei; Martin Opitz, Bp., 2003
- Szirácsik Éva: Romhány felé. Történeti szociológiai tanulmányok a Rákóczi-kori Nógrád vármegyéről; Nógrád Megyei Múzeumi Szervezet, Salgótarján, 2010 (Nógrádi tudománytár)
- Takáts László: A Rákóczi-szabadságharc egészségügye; bev. R. Várkonyi Ágnes, sajtó alá rend. Gazda István, közrem. Takáts Endre; MATI–Semmelweis Orvostörténeti Múzeum, Könyvtár és Levéltár, Piliscsaba–Bp., 2003 (Magyar tudománytörténeti szemle könyvtára)

### Dokumentumok, tanulmányok, gyűjtemények
- A szegedi Somogyi Könyvtár kiállítása
- A kuruc lovasság zászlaja Archiválva 2013. március 27-i dátummal a Wayback Machine-ben
- Rákóczi Tár. Történelmi érdekű naplók, emlékiratok, levelezések, pátensek, hadi-szabályok, országgyülési diariumok és törvényczikkek gyüjteménye II. Rákóczi Ferencz korához, 1-2.; szerk. Thaly Kálmán; Lauffer, Pest, 1866–1868
- Rákóczi-album. A kétszáz éves jubileum emlékére. 1904; szerk. Bethlen Oszkár; Egyetértés, Bp., 1903
- Rákóczi album. II. Rákóczi Ferenc és kurucai; Hornyánszky Ny., Bp., 1907
- A Rákóczi-szabadságharc és Európa; szerk., vál., jegyz. Köpeczi Béla; Gondolat, Bp., 1970 (Auróra)
- Révay Zoltán: II. Rákóczi Ferenc és korának rejtjelezése, XVIII. század; Magyar Néphadsereg Híradó Főnökség, Bp., 1974
- A Rákóczi-szabadságharc vitás kérdései. Tudományos emlékülés. 1976. január 29-30.; szerk. Molnár Mátyás; TIT Szabolcs-Szatmár megyei Szervezete–Szabolcs-Szatmár Megyei Múzeumok Igazgatósága–Vay Ádám Múzeum Baráti Kör, Vaja–Nyíregyháza, 1976
- A Rákóczi-szabadságharc. Ajánló bibliográfia; összeáll. Szathmáryné Rékasy Ildikó; Verseghy Megyei Könyvtár, Szolnok, 1979 (Történelmünk fordulói)
- Iratok a nyírségi salétromtermelés történetéhez a Rákóczi-szabadságharc idején; összeáll. Kovács Ágnes, szerk. Heckenast Gusztáv, Molnár Mátyás; Szabolcs-Szatmár megyei Múzeumok Igazgatósága–Vay Múzeum Baráti Kör, Nyíregyháza–Vaja, 1981 (Folia Rákócziana)
- Kamody Miklós: A Rákóczi-szabadságharc postája. Válogatott iratok; Szabolcs-Szatmár megyei Múzeumok Igazgatósága–Vay Múzeum Baráti Köre, Vaja, 1981 (Folia Rákócziana)
- A Rákóczi-szabadságharc történetének dokumentumai, 1703–1704; gyűjt., összeáll., bev. Bánkuti Imre, szerk. Csorba Csaba; Borsod-Abaúj-Zemplén Megyei Levéltár–TIT Borsod-Abaúj-Zemplén Megyei Szervezete–Magyar Történelmi Társulat Borsod-Abaúj-Zemplén Megyei Csoportja, Miskolc, 1989
- Iratok a Rákóczi szabadságharcból. Kecskemét város és körzete, 1-2.; összeáll., jegyz. Bánkúti Imre; Bács-Kiskun Megyei Önkormányzat Levéltára, Kecskemét, 1992–1994 (A Bács-Kiskun Megyei Önkormányzat Levéltárának kiadványa)
- Bercsényi Miklós és kora. Történettudományi konferencia Hódmezővásárhelyen, 1993. október 8-9-én a Rákóczi-szabadságharc megindulásának 290. évfordulója alkalmából; szerk. Földesi Ferenc, Czeglédi Sándor; Hódmezővásárhely, Polgármesteri Hivatal, 1998
- Az államiság megőrzése. Tanulmányok a Rákóczi-szabadságharcról; szerk., előszó Czigány István; Zrínyi, Bp., 2002
- A Rákóczi-szabadságharc és Közép-Európa. Tanulmányok a Rákóczi-szabadságharc kezdetének 300. évfordulójára, 1-2.; szerk. Tamás Edit; Rákóczi Múzeum, Sárospatak, 2003
- A Rákóczi-szabadságharc dokumentumai. Abaúj-Torna, Borsod, Gömör-Kishont és Zemplén megyékből, 1-3.; összeáll. Bánkúti Imre; Borsod-Abaúj-Zemplén Megyei Levéltár, Miskolc, 2003–2005
- Rákóczi állama és a korabeli Európa; szerk. Rákóczi István; Kossuth Szabadegyetem, Bp., 2004
- Rákóczi tükör. Naplók, jelentések, emlékiratok a Rákóczi-szabadságharcról, 1-2.; sajtó alá rend., vál., szerk., előszó, tan. Köpeczi Béla, R. Várkonyi Ágnes, jegyz., mutatók Bánkúti Imre; Osiris, Bp., 2004 (Millenniumi magyar történelem. Források)
- A Rákóczi-szabadságharc; szerk. R. Várkonyi Ágnes, Kis Domokos Dániel, térképek Sebők László, ford. Kis Elemérné et al.; Osiris, Bp., 2004
- Előadások a Rákóczi-szabadságharc történetéből. A Magyar Történelmi Társulat gyöngyösi konferenciája; szerk. Katona Csaba; MTT, Bp., 2004
- II. Rákóczi Ferenc emlékkönyv. A szegedi vár ostromának 300 éves évfordulója alkalmából; összeáll. Monostori László; Bába, Szeged, 2004
- Rákóczi emlékkönyv a nagyságos fejedelem megválasztásának, nemkülönben a háromszéki kuruc hadak barcasági kiáltványának 300. évében; szerk. Kónya Ádám; Székely Nemzeti Múzeum, Sepsiszentgyörgy, 2004
- Európa és Magyarország II. Rákóczi Ferenc korában. Budapest, 2003. szeptember 24-26. / Europe and Hungary in the age of Ferenc II Rákóczi. 24-26 September 2003; in: Studia Caroliensia; 5. évf. 3-4. (2004); Károli Gáspár Református Egyetem, Bp., 2004
- A nagy fejedelem szabadságharca. A Rákóczi-szabadságharc kitörésének 300. évfordulója alkalmából megtartott tudományos tanácskozáson elhangzott értekezések; szerk. Gaál György; Atlantis, Újvidék, 2004 (A Vajdasági Magyar Tudományos Társaság kiadványai)
- II. Ferenc Rákóczi'nin hayati ve Türkiye'deki sürgün günleri / II. Rákóczi Ferenc élete és törökországi emigrációja; szerk. F. Tóth Tibor; Magyar-Török Baráti Társaság, Bp., 2005
- Rákóczi állama Európában. Konferencia a szécsényi országgyűlés 300. évfordulója emlékére. Szécsény, 2005. szeptember 15-16-17.; szerk. Bagyinszki Istvánné, Balogh Zoltán; Nógrád Megyei Múzeumok Szervezete, Salgótarján, 2006 (Discussiones Neogradienses)
- Dézsmabérlet, hadellátás, katonaállítás. A Rákóczi-szabadságharc hétköznapjai a "tót impériumban". Egy magángyűjtemény dokumentumai: 1692, 1704–1706; szerk., bev. Bánkúti Imre; MOL, Bp., 2007
- Az önálló katonai büntető kodifikáció tricentenáriuma; szerk. Bögöly Gyula, Hautzinger Zoltán; Kódex, Pécs, 2007
- Az újrakezdés esélye. Tanulmányok a Rákóczi-szabadságharc befejezésének 300. évfordulója alkalmából; szerk. Czigány István, Kincses Katalin Mária; HM Hadtörténeti Intézet és Múzeum, Bp., 2012
- Theatrum Europaeum. A Rákóczi-szabadságharc krónikája az európai kulturális színtéren / Die Kronik des Rákóczi-Freiheitskampfes im Kulturkreis Europas; vál., tan., jegyz. mutatók Kincses Katalin Mária, ford. Tuza Csilla; Nap, Bp., 2013 (Rákóczi források)
- Kuruc(kodó) irodalom. Tanulmányok a kuruc kor irodalmáról és az irodalmi kurucokról; szerk. Mercs István, előszó R. Várkonyi Ágnes; Móricz Zsigmond Kulturális Egyesület, Nyíregyháza, 2013 (Modus hodiernus)
- Zachar József: Bercsényi László, a Rákóczi-szabadságharc kapitánya, Franciaország marsallja. Válogatott források; Vay Múzeum, Vaja, 1979 (Folia Rákócziana)